# Philippe Sauvan
Philippe Sauvan est un peintre français, né à Arles le 3 novembre 1697 et mort à Avignon le 8 janvier 1792, actif en Provence et dans le Comtat Venaissin.

## Biographie
Philippe Sauvan est le fils du peintre doreur Honoré Sauvan et de Lucresse Bonnel. Il est baptisé le 3 novembre 1697 dans la paroisse Notre-Dame-la-Principale à Arles. Il est d'abord l'élève de son père, puis entre en apprentissage par un contrat du 27 novembre 1714 pour une durée de deux ans dans l'atelier du peintre Pierre Parrocel à Avignon. Le maître et l'élève s'étant bien entendu, le contrat est reconduit d'un an. Il se rend ensuite à Rome où il reste à peine plus d'un an, puis retourne à Avignon où il se marie le 20 août 1718 avec Jeanne-Marie Benoist dans la chapelle du palais des Papes. Le couple aura onze enfants dont deux seront peintre : un fils, Pierre, qui aura pour parrain Pierre Parrocel, et une fille, Gabrielle, dont deux œuvres sont conservées dans l'abbatiale de Saint-Gilles-du-Gard : Christ en croix et L'Éducation de la Vierge.
En 1719, il réalise une Annonciation pour la confrérie des fustiers d'Avignon ainsi qu'un Saint Ignace de Loyola pour le grand séminaire Saint-Charles. Après la période tragique de la peste de 1720 qui avait entraîné une baisse de l'activité, il devient le peintre le plus en vue de la cité avignonnaise. Il a plusieurs élèves dont l'arlésien Jean-Joseph Balechou qu'il oriente vers la gravure, et Charles François Lacroix de Marseille.
Il réalise plusieurs portraits dont celui de Mgr Jacques II de Forbin-Janson, archevêque d'Arles, connu par une gravure réalisée à partir de cette œuvre par Jean-Joseph Balechou ; celui de Marie de Grille d'Estoublon, marquise de Roquemartine ; celui de Guillaume de Piquet, ancien consul d'Arles, nommé en 1723 premier marquis de Méjanes en raison de sa conduite héroïque pendant le peste de 1720. Il est le père de Jean-Baptiste Marie de Piquet, bibliophile très connu qui a laissé sa bibliothèque à la ville d'Aix-en-Provence sous réserve qu'elle soit ouvert au public. Elle prendra le nom de Bibliothèque Méjanes ; et celui d'Esprit Calvet, créateur du musée Calvet d'Avignon.
Le 5 décembre 1748, les consuls d'Avignon lui commande un décor pour le plafond d'une salle de l'ancien hôtel de ville. Il réalise en 1749 trois panneaux à la détrempe, conservés au musée Calvet, représentant La Souveraineté, Le Génie consulaire et Le Génie ailé du gouvernement. En mars 1768, il dessine en prison le portrait de l'assassin Jean-Dominique Langlade qui sera exécuté sur la place du Palais. L'essentiel de sa production concerne des tableaux à sujets religieux conservés dans les églises d'Avignon et des alentours.
L'épouse de Philippe Sauvan meurt le 2 décembre 1775. Il s'éteindra à son tour le 8 janvier 1792 alors que la Révolution bat son plein.

## Œuvres

### Dans les collections publiques
- Avignon, musée Calvet :

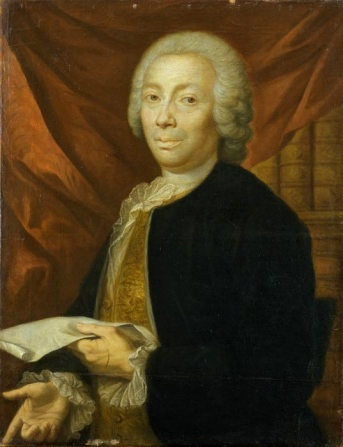
Portrait d'Esprit Calvet, Avignon, musée Calvet.

  - Portrait d'Esprit Calvet, fondateur du musée qui porte son nom, huile sur toile, 70,9 × 60,7 cm[8];
  - La Ville d'Avignon restituée au Saint-Siège, huile sur toile, 115 × 86 cm. Cette toile célèbre le retour en 1774 de la ville d'Avignon sous l'autorité papale après son annexion par Louis XV en 1768. C'est la dernière œuvre connue de l'artiste réalisée dix ans après les faits[9],[10];
  - La Souveraineté, toile monumentale (300 × 765 cm), peinte à la détrempe, qui ornait autrefois le plafond de la salle consulaire de l'ancien Hôtel de Ville. Le pouvoir pontifical est représenté par le portrait de Benoît XIV visible dans le médaillon central pour remercier le pape de l'aide qu'il avait apporté à ses sujets lors de la disette de 1746-47. La justice est représentée par la portrait de Pasquale Acquaviva d'Aragona, vice-légat du pape à Avignon. Cette toile a fait l'objet d'une restauration minutieuse qui a duré deux ans (1998-2000)[11];
  - Le Génie consulaire, qui correspond au pouvoir municipal, est représenté par la figure féminine de la navigation tenant un aviron à côté de la ville d'Avignon assise. Auprès de cette dernière sont représentées les armes des consuls. Sur les côtés se trouvent Minerve et  Mercure dieux des arts et du commerce;
  - la Génie ailé du gouvernement représenté en train de terrasser la fraude et chasser les furies, la discorde et le famine[12];
  - Joachim Levieux de la Verne, primicier de l'Université d'Avignon, 1741;
  - Joseph-François de Salvador, fondateur et second supérieur perpétuel de la communauté des missionnaires de Notre-Dame-de-Sainte-Garde à Avignon (1668-1745);
  - Simon Reboulet, historien, primicier de l'Université d'Avignon (1687-1752).

- Bayonne, musée Bonnat-Helleu : Annonciation, dessin à la plume avec encre brune, lavis brun et gris, et rehauts de gouache blanche[13].

### Dans les églises
- Arles, cathédrale Saint-Trophime :
  - Le Christ apparaissant à saint Philippe et saint Jacques le Mineur, 1748, huile sur toile, 310 × 180 cm,  Classé MH[P 1]. Il est normal de trouver les deux saints sur la même toile car ils étaient fêtés le 11 mai. Ce tableau pourrait provenir de l'église des Cordeliers où se trouvait une chapelle dédiée à ces deux saints.
  - L'Immaculée conception, huile sur toile,  Classé MH[P 2]. La Vierge est représentée soutenue par une nuée d'anges selon un modèle immortalisé par Murillo.
- Avignon
  - Église Saint-Symphorien-les-Carmes : Saint Symphorien montant dans le ciel entouré d'anges ou Apothéose de saint Symphorien[10]
  - Collégiale Saint-Agricol : Saint Michel, d'après Guido Reni dit «Le Guide», huile sur toile,  Classé MH[P 3]
  - Collégiale Saint-Didier : La Sainte Famille, huile sur toile,  Classé MH[P 4] - attribution erronée, la toile a été rendue à Nicolas Mignard par Antoine Schnapper [14].
- Beaucaire (Gard), collégiale Notre-Dame-des-Pommiers :
  - Apparition du Christ et de la Vierge à un religieux, huile sur toile (1758), 375 × 250 cm,  Classé MH[P 5]
  - Scène de baptême, huile sur toile (1758), 375 × 250 cm,  Classé MH[P 6]
  - Assomption, huile sur toile, 450 × 300 cm,  Classé MH[P 7]
- L'Isle-sur-la-Sorgue, collégiale Notre-Dame-des-Anges :
  - La Vierge remettant le scapulaire à saint Dominique, huile sur toile, 240 × 200 cm,  Classé MH[P 8].
  - Apothéose de sainte Élisabeth de Hongrie, huile sur toile,  Classé MH[P 9]
- Laudun-l'Ardoise, église Notre-Dame-la-Neuve : 
  - Le Martyre de saint Genest, huile sur toile, 300 × 207 cm,  Classé MH[P 10].
- Roquemaure, collégiale Saint Jean-Baptiste : 
  - La Vierge à l'Enfant, saint Jean-Baptiste et un donateur, huile sur toile, 284 × 194 cm,  Inscrit MH[P 11].
- Sorgues, église de la Transfiguration, dans laquelle se trouve un ensemble de six tableaux :
  - Saint Pierre de Luxembourg, huile sur toile,  Classé MH[P 12]
  - Saint Pierre-Célestin, huile sur toile,  Classé MH[P 13]
  - Saint Benoît, huile sur toile,  Classé MH[P 14]
  - Saint Joseph portant l'Enfant, huile sur toile,  Classé MH[P 15]
  - Sainte Scholastique, huile sur toile,  Classé MH[P 16]
  - Saint évêque, huile sur toile,  Classé MH[P 17]
- Tarascon (Bouches-du-Rhône), collégiale royale sainte Marthe : 
  - Saint Dominique, huile sur toile, 1789,  Classé MH[P 18]
- Vence, cathédrale de la Nativité-de-Marie : 
  - Saint Lambert évêque de Vence, huile sur toile,  Classé MH[P 19]
  - Saint Véran bénissant le peuple, huile sur toile,  Classé MH[P 20]

## Galerie

Œuvres de Philippe Sauvan
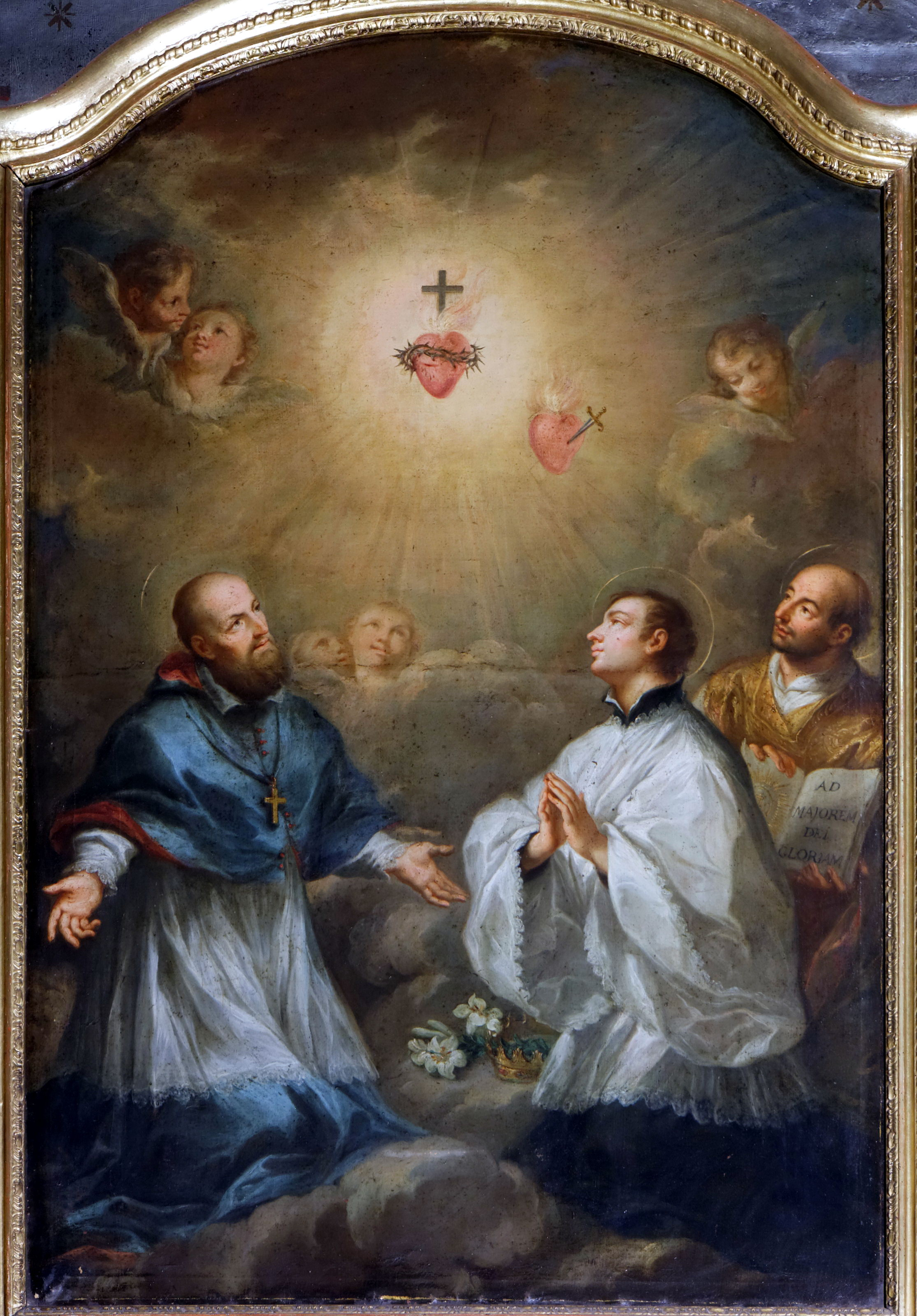
Saints jésuites en adoration devant les Sacrés-Cœurs de Jésus et Marie, œuvre non localisée.
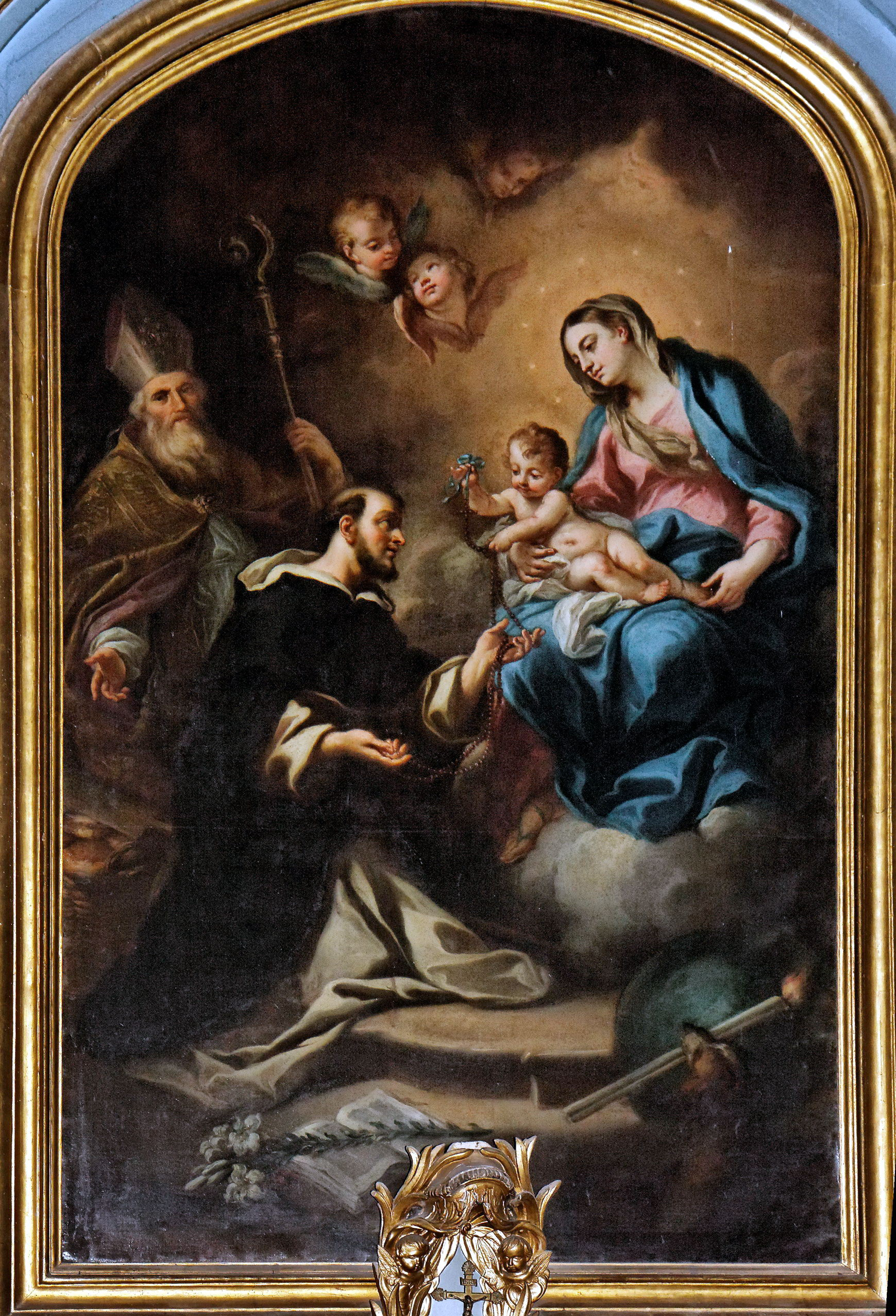
La Vierge Marie remettant le scapulaire à saint Dominique, Collégiale Notre-Dame-des-Anges de L'Isle-sur-la-Sorgue.
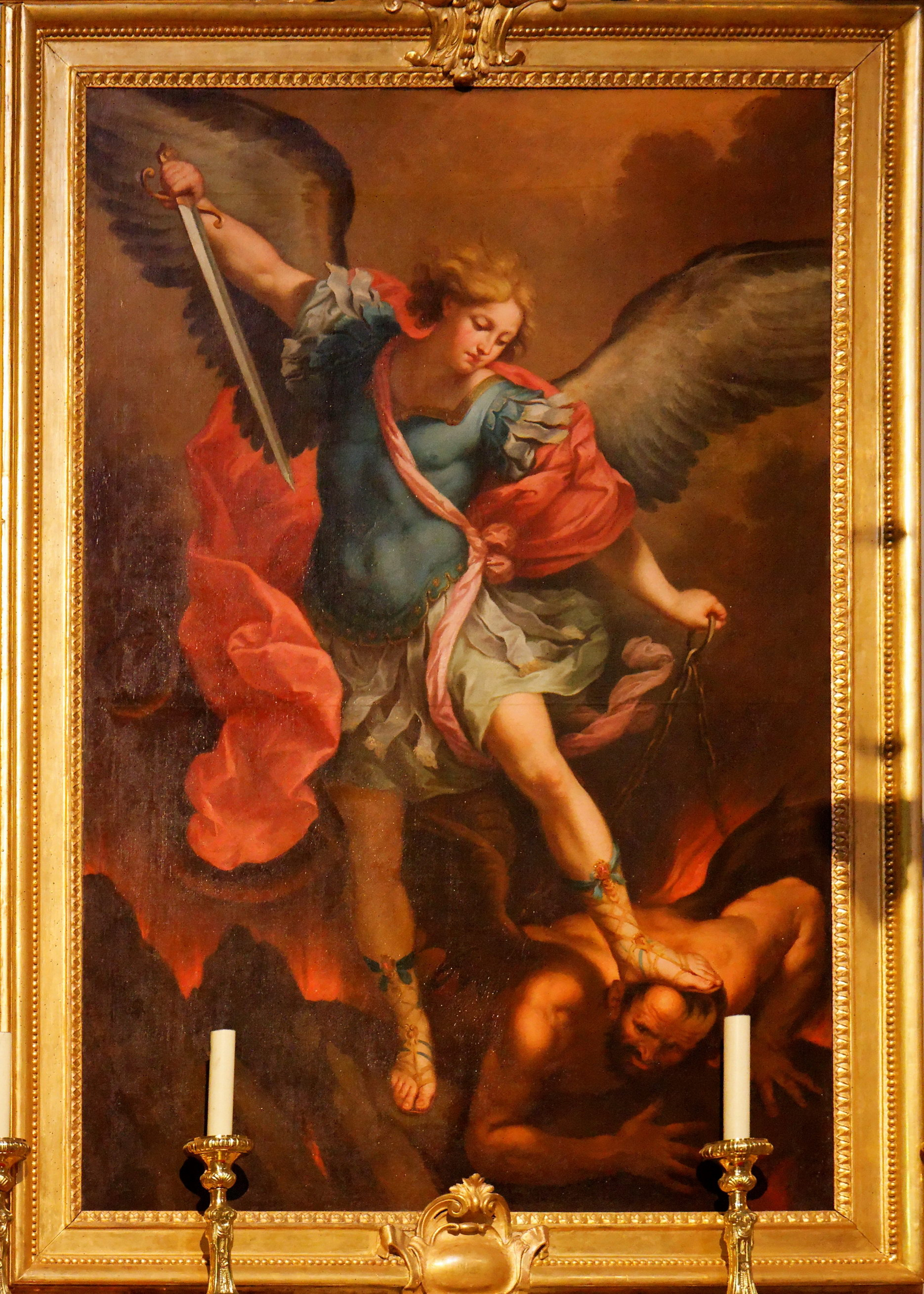
Saint Michel, d'après Guido Reni, collégiale Saint-Agricol d'Avignon.
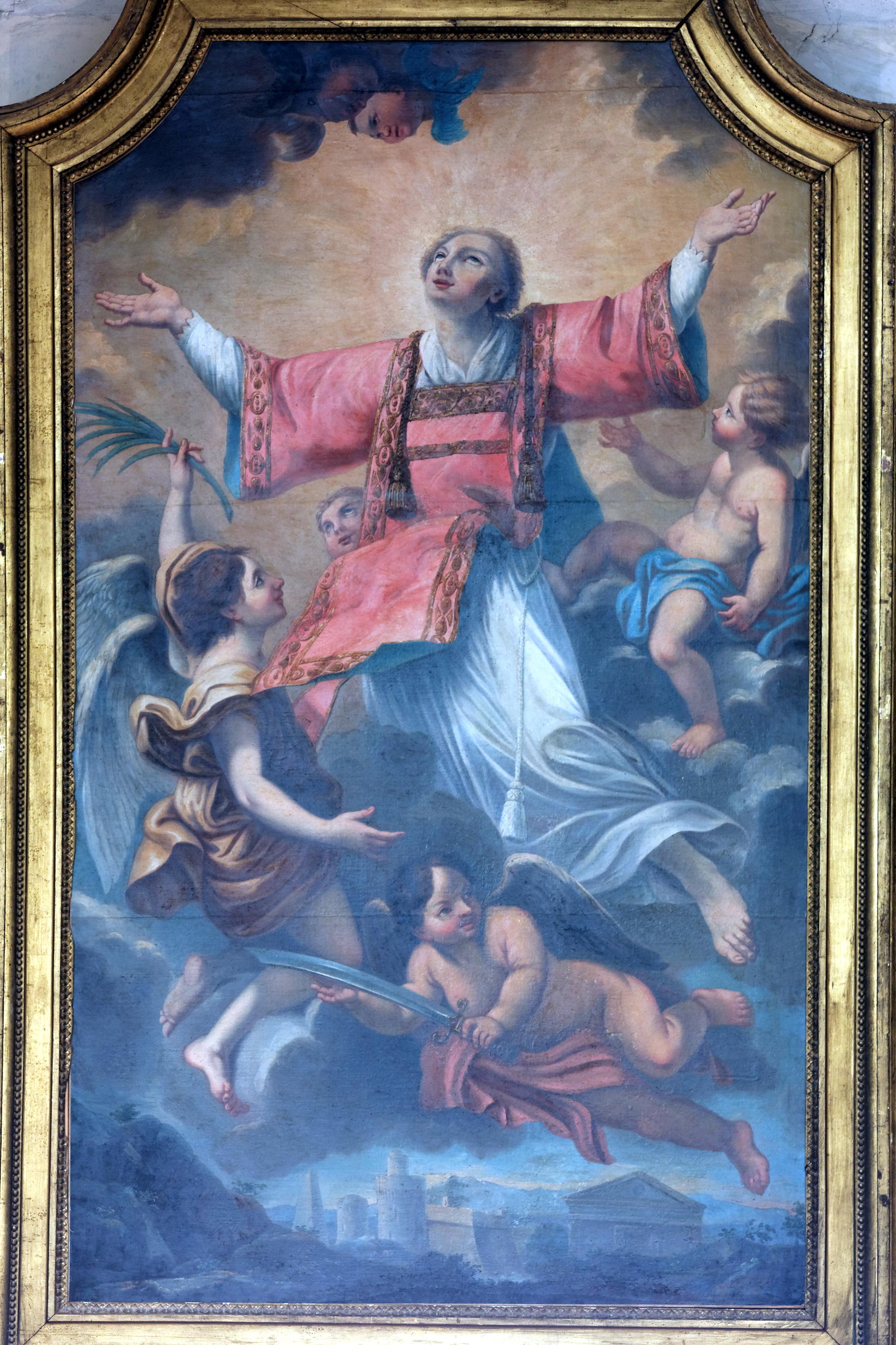
Apothéose de saint Symphorien, Avignon, église Saint-Symphorien-les-Carmes.
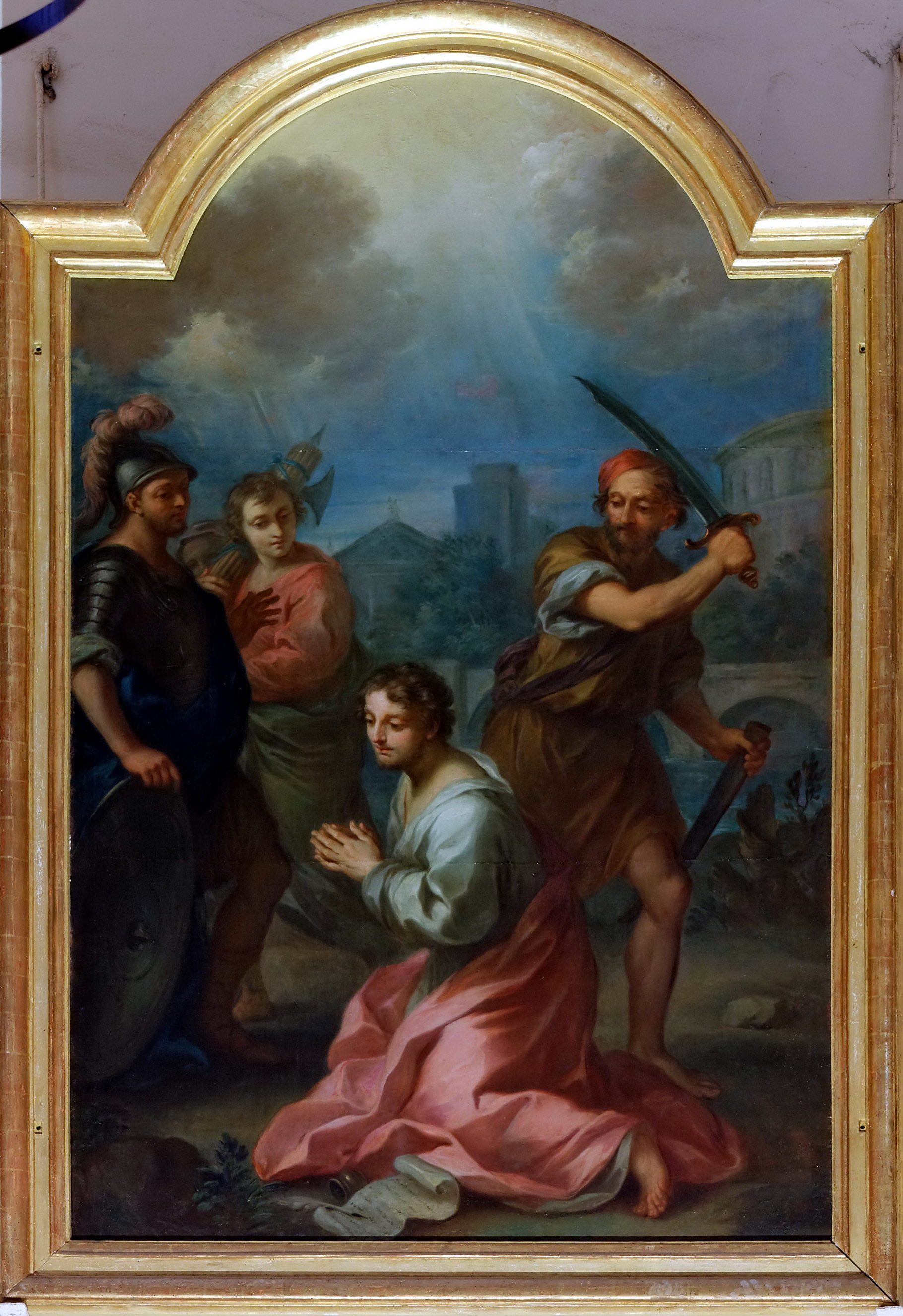
Décollation de saint Genest, Laudun-l'Ardoise, église Notre-Dame-la-Neuve.
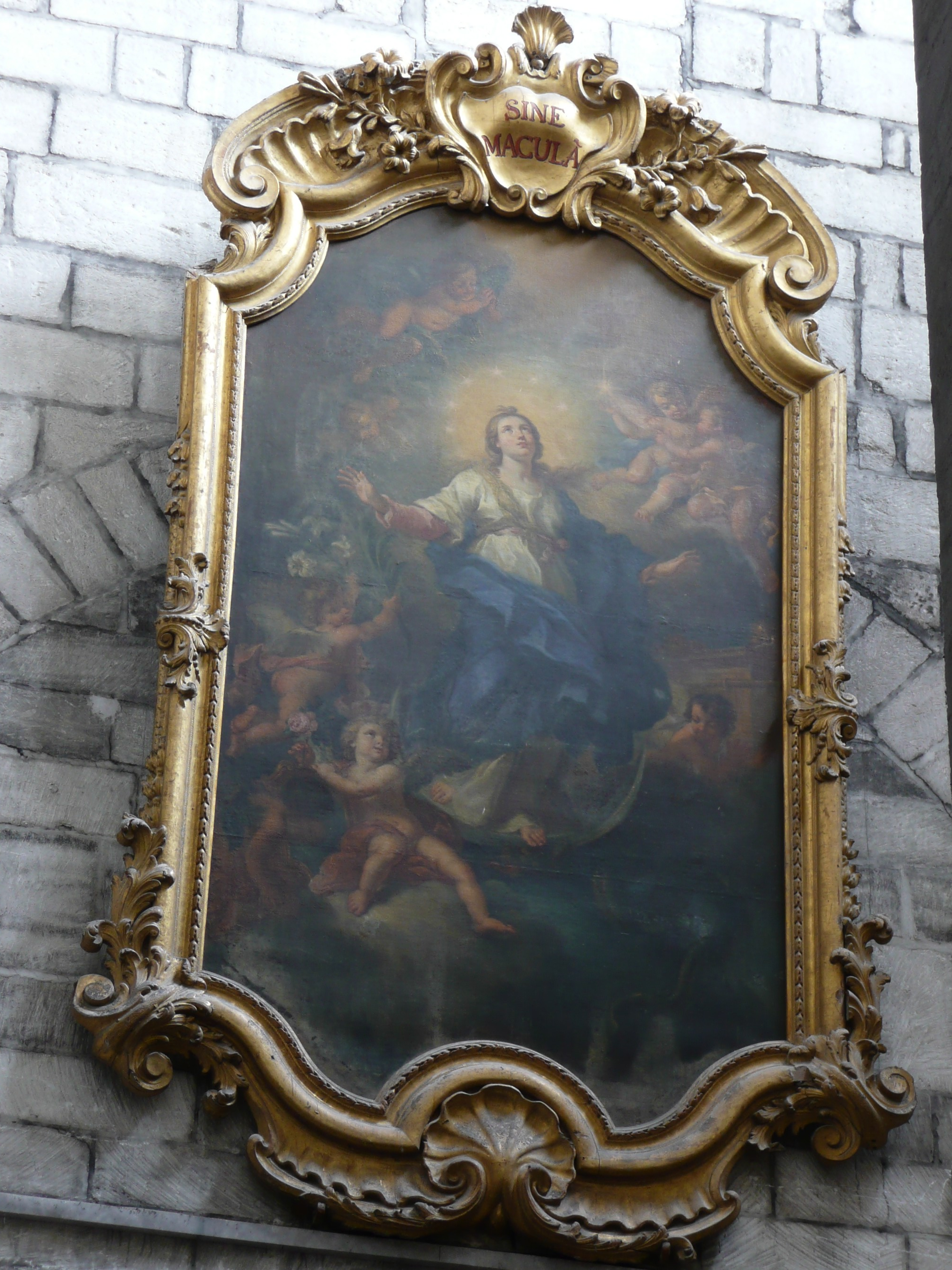
Immaculée-Conception, Arles, cathédrale Saint-Trophime.
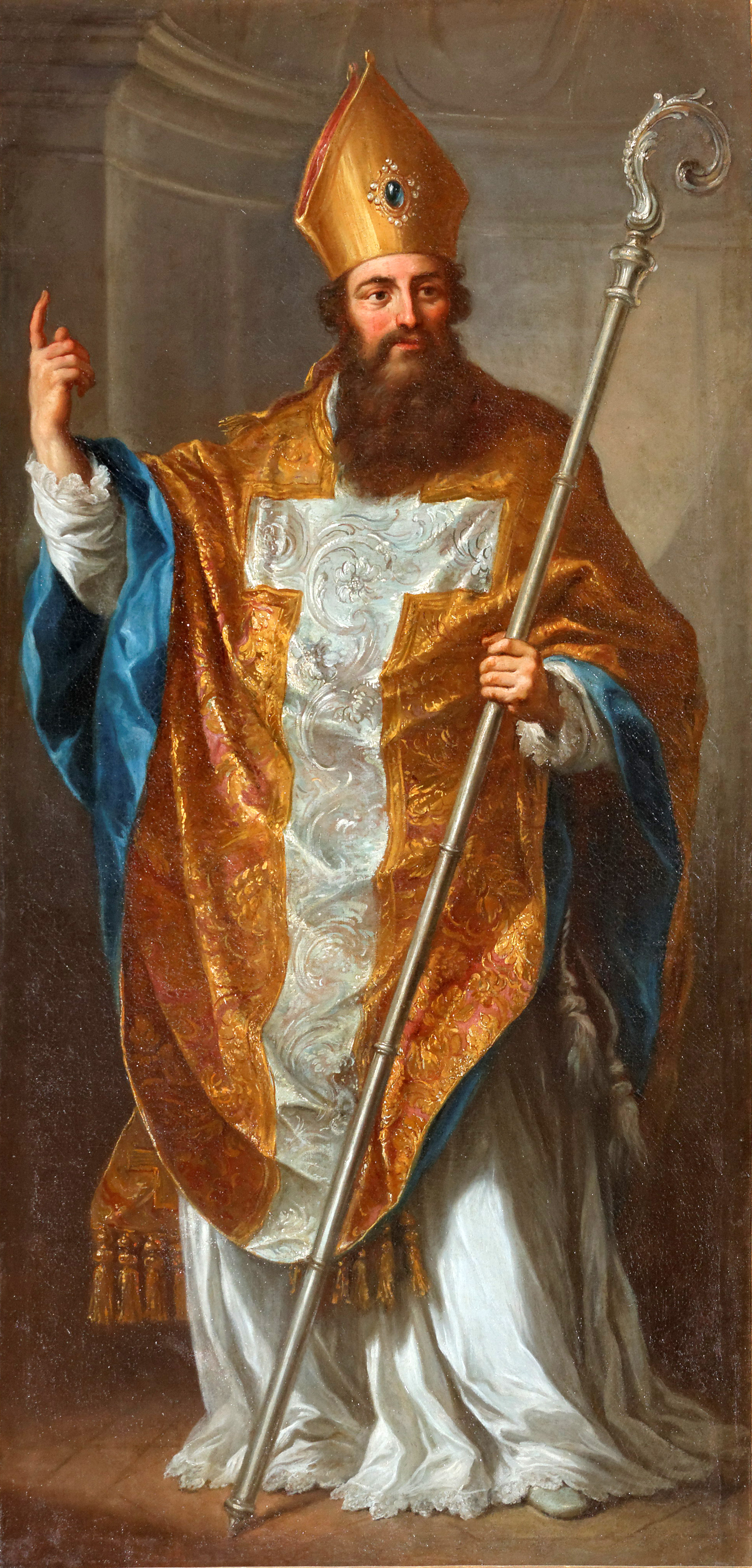
Saint Agricol, église de Sorgues.
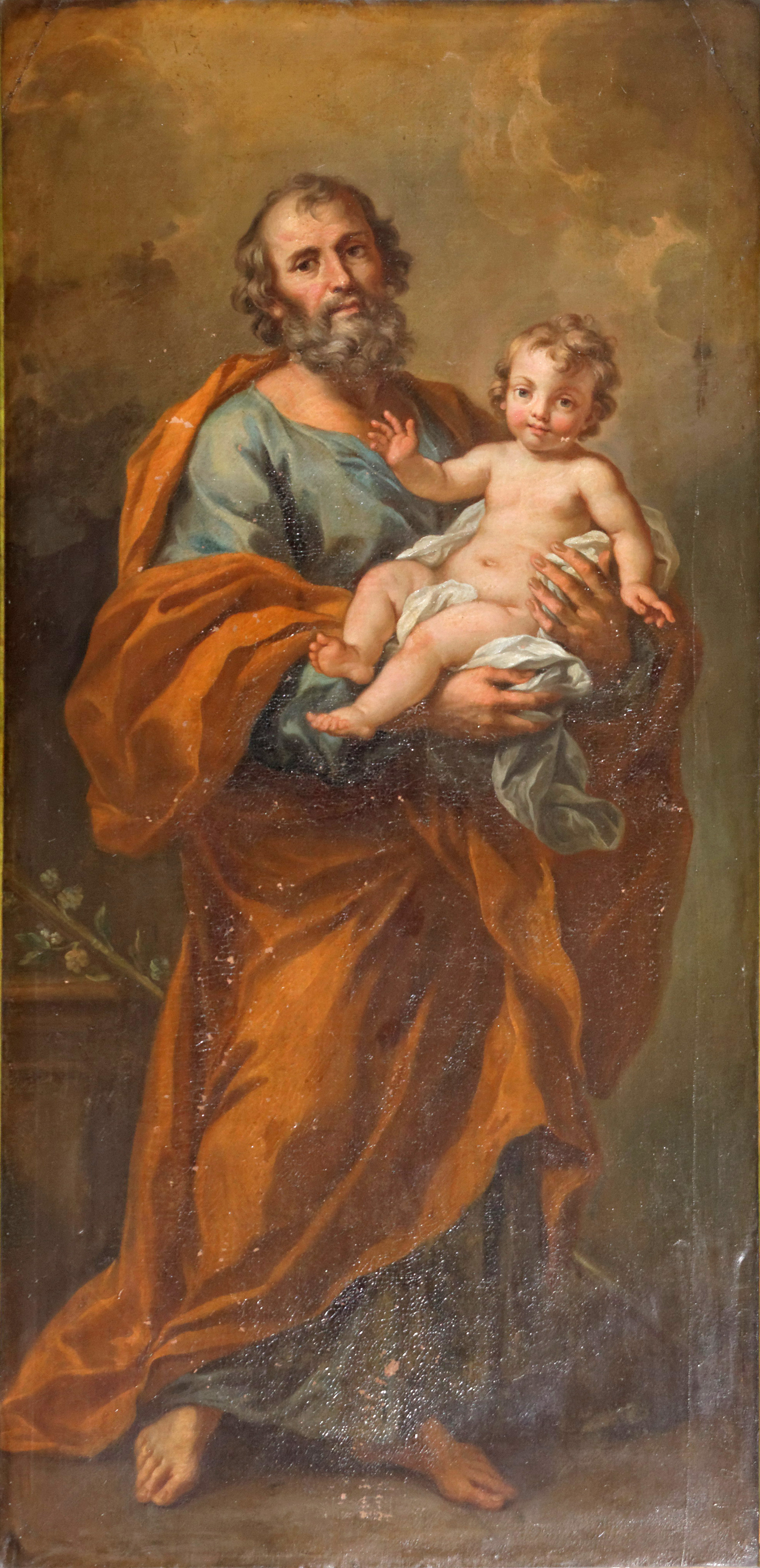
Saint Joseph et l'Enfant, église de Sorgues.